# هنری لوترل، دومین ارل کارهمپتون
هنری لوترل، دومین ارل کارهمپتون (انگلیسی: Henry Luttrell, 2nd Earl of Carhampton؛ ۷ اوت ۱۷۴۳ – ۲۵ آوریل ۱۸۲۱) یک افسر ارتش و سیاستمدار بریتانیایی بود که هم در زندگی عمومی و هم در زندگی خصوصی رسوایی به بار آورد. همکارانش در مجلس عوام بریتانیا او را طرد کردند، چرا که معتقد بودند در انتخابات ۱۷۶۹ او نقش پنهانی در رد کرسی‌اش به انتخاب مردمی، جان ویلکس اصلاح‌طلب، ایفا کرده است. در سال ۱۷۸۸ او علناً در دوبلین به تجاوز به یک دختر دوازده ساله متهم شد. ده سال بعد، فرماندهی او در سرکوب شورش ایرلندی‌ها در سال ۱۷۹۸ توسط افسران دیگر به دلیل وحشیگری آن، و به ویژه علیه زنان، مورد انتقاد قرار گرفت. سال‌های آخر حضور او در پارلمان با مخالفت او با آزادی کاتولیک‌ها و اصلاحات پارلمانی مشخص شد.